# Oasis (Utah)
Oasis es un lugar designado por el censo situado en el condado de Millard, Utah  (Estados Unidos). Según el censo de 2010 tenía una población de 75 habitantes.

## Demografía
Según el censo de 2010, Oasis tenía una población en la que el 78,7% eran blancos, 0,0% afroamericanos, 4,0% amerindios, 0,0% asiáticos, 0,0% isleños del Pacífico, el 14,7% de otras razas, y el 2,7% pertenecían a dos o más razas. Del total de la población el 17,3% eran hispanos o latinos de cualquier raza.